# Campeonato Asiático de Atletismo de 2019 - Revezamento 4x400 m masculino
A prova dos 4 x 400 metros estafetas masculino do Campeonato Asiático de Atletismo de 2019 foi disputada no dia 24 de abril de 2019 no Estádio Internacional Khalifa em Doha, no Catar. 

## Recordes
Antes desta competição, os recordes mundiais e do campeonato nesta prova eram os seguintes:
|                       | Nome                                                                                    | Nacionalidade  | Tempo     | Local     | Data                 |
| --------------------- | --------------------------------------------------------------------------------------- | -------------- | --------- | --------- | -------------------- |
| Recorde mundial       | Andrew Valmon, Quincy Watts Butch Reynolds, Michael Johnson                             | Estados Unidos | 2m 54s 29 | Estugarda | 22 de agosto de 1993 |
| Recorde do campeonato | Femi Seun Ogunode, Musaeb Abdulrahman Balla Mohamed El Nour Mohamed, Abdelalelah Haroun | Catar          | 3m 02s 50 | Wuhan     | 7 de junho de 2015   |
| Recorde asiático      | Abderrahman Samba, Mohamed Nasir Abbas Mohamed Mohamed, Abdalelah Haroun                | Catar          | 3m 00s 56 | Jacarta   | 30 de agosto de 2018 |

## Medalhistas
| Ouro                                                                | Prata                                             | Bronze                                                                                      |
| Japão · Julian Walsh · Kentaro Sato · Rikuya Ito · Kota Wakabayashi | China · Lu Zhiquan · Wu Lei · Yang Lei · Wu Yuang | Catar · Ashraf Hussein Osman · Abubaker Haydar Abdalla · Bassem Hemeida · Abderrahman Samba |

## Cronograma
Todos os horários são locais (UTC+3)
| Data        | Hora  | Evento |
| ----------- | ----- | ------ |
| 24 de abril | 19:50 | Final  |

## Resultado final
| Posição           | Nacionalidade | Atletas                                                                                     | Tempo   | Notas            |
| ----------------- | ------------- | ------------------------------------------------------------------------------------------- | ------- | ---------------- |
| Medalha de ouro   | Japão         | Julian Walsh, Kentaro Sato, Rikuya Ito, Kota Wakabayashi                                    | 3:02.94 |                  |
| Medalha de prata  | China         | Lu Zhiquan, Wu Lei, Yang Lei, Wu Yuang                                                      | 3:03.55 | Recorde nacional |
| Medalha de bronze | Catar         | Ashraf Hussein Osman, Abubaker Haydar Abdalla, Bassem Hemeida, Abderrahman Samba            | 3:03.95 |                  |
| 4                 | Tailândia     | Apisit Chamsri, Nattapong Kongkraphan, Jirayu Pleenaram, Phitchaya Sunthonthuam             | 3:10.28 |                  |
| 5                 | Maldivas      | Hassan Nujoom, Ibadulla Adam, Ibrahim Ashfan Ali, Hussain Riza                              | 3:30.59 |                  |
| 6                 | Índia         | Kunhu Muhammed, Jeevan Karekoppa Suresh, Mohammed Anas, Arokia Rajiv                        | DSQ     | R163.2           |
| 6                 | Iraque        | Yasir Ali Al-Saadi, Ihab Jabbar Hashim, Mohammed Abdulridha Al-Tameemi, Taha Hussein Yassen | DSQ     | R170.19          |

Legenda
| Recorde mundial       | Recorde mundial (World record)               |                       | Recorde africano                      | Recorde africano (African) |                                           | Q | Classificado por posição (Qualified) |
| Recorde do campeonato | Recorde do campeonato (Championship record)  | Recorde da América    | Recorde da América (Americas)         | q                          | Classificado por melhor tempo (Qualified) |   |                                      |
| Melhor marca do ano   | Melhor marca do ano (World leading)          | Recorde asiático      | Recorde asiático (Asian)              | DNS                        | Não largou (Did not start)                |   |                                      |
| Recorde nacional      | Recorde nacional (National record)           | Recorde europeu       | Recorde europeu (European)            | DNF                        | Não terminou (Did not finish)             |   |                                      |
| Recorde pessoal       | Recorde pessoal do atleta (Personal best)    | Recorde da Oceania    | Recorde da Oceania (Oceania)          | DSQ / DQ                   | Desclassificado (Disqualified)            |   |                                      |
| Recorde da temporada  | Recorde da temporada do atleta (Season best) | Recorde sul-americano | Recorde sul-americano (South America) | NM                         | Sem marca (No mark)                       |   |                                      |